# Franz Hilarius Ascher

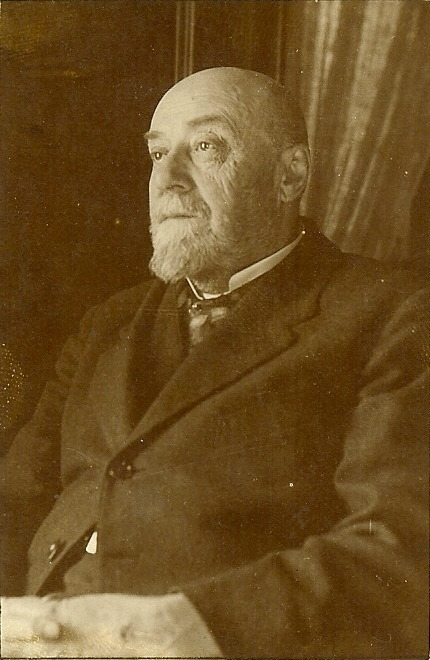
Franz Hilarius Ascher 1927

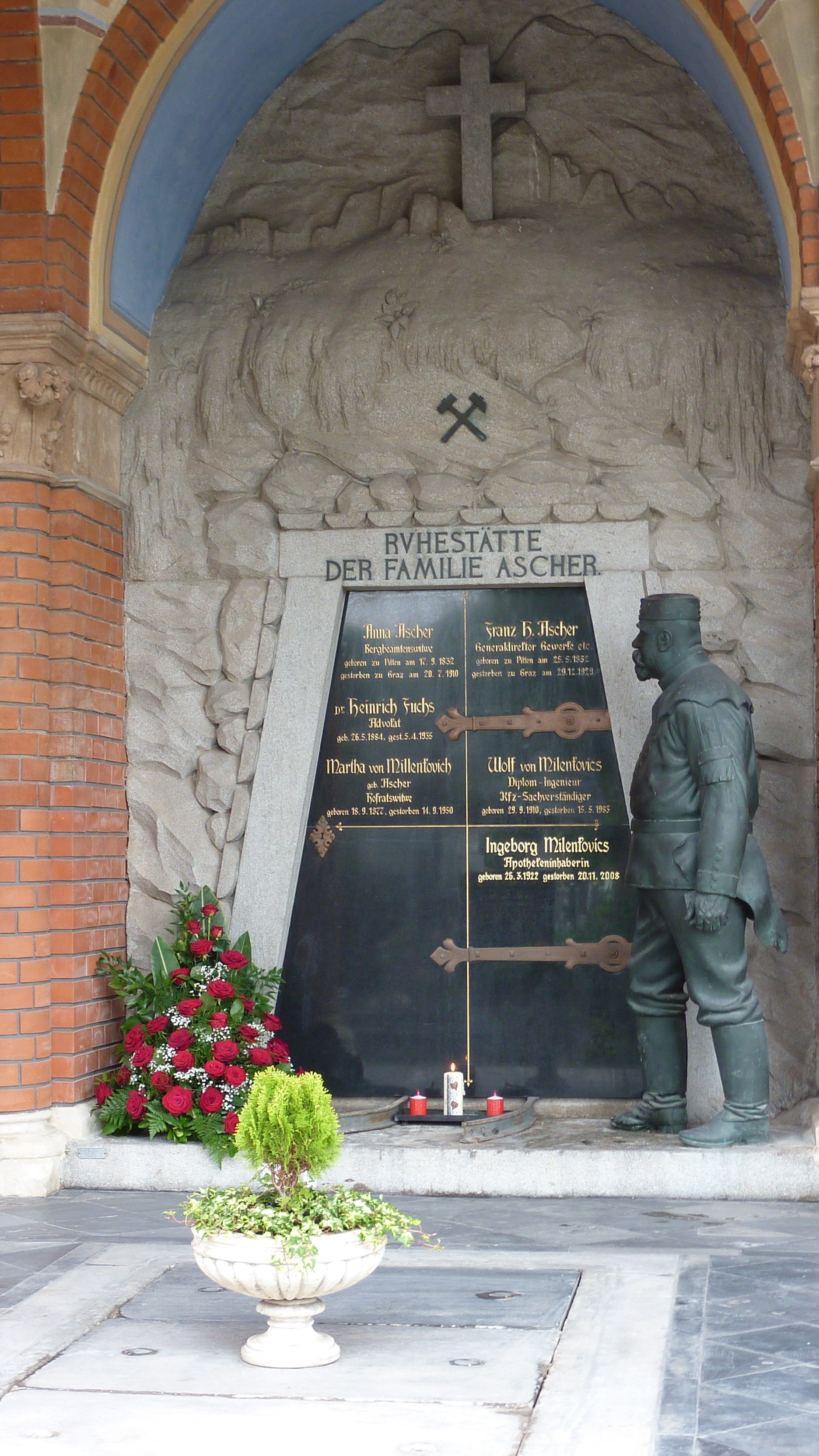
Familiengruft Grazer Zentralfriedhof

Franz Hilarius Ascher (* 25. Mai 1852 in Pitten; † 30. Dezember 1929 in Graz) war ein österreichischer Großgrund- und Bergwerksbesitzer, Montankonsulent, Generaldirektor, Eigentümer und Chefredakteur der Montan-Zeitung, Mitgewerke und Direktor der „Montara“-Gesellschaft, Ehrenmitglied und Präsident des Vereines der techn.-adm. Bergbau- und Hüttenbeamten der ehemaligen Österreichischen Monarchie, Obmann des Aufsichtsrates der Montan-Spar- und Kredit-Anstalt.

## Leben
Schon seine Vorfahren, Württemberger, waren seit 1485 im Berg- und Hüttenwesen tätig. Nach Vollendung der Realschule in Wiener Neustadt begann seine bergmännische Laufbahn als Förderer beim Berg- und Hüttenwerk in Pitten.
1869 wurde er Schurfbauleiter bei der Bergunternehmung Strasshof, später Betriebsführer beim Schrambacher Steinkohlenbergbau. Schließlich trat er in den Dienst des Heinrich R. v. Drasche in Grünbach.
Ende 1872 kam Ascher als Bergverweser (Gewerkenverwalter) nach Wies, wo er die Bergbaue in Tombach, Steyeregg und Schönegg bis Oktober 1873 leitete. In der Folge wurde er leitender Bergverwalter beim Kohlebergbau Thomasberg bei Aspang.
1880 übersiedelte Ascher nach Graz. Nun entfaltete er seine Tätigkeit als Bergdirektor und Betriebsleiter des Kohlenbergbaues in Limburg bei Schwanberg und erbaute dort die Schachtanlagen.
1882 verließ Ascher die Steiermark und widmete sich voll dem Studium der Karpatengeologie und den Erdöllagerstätten Westgaliziens bis an die Kronstädter Jura, wo er gemeinsam mit seinen Freunden arbeitete. In Anerkennung seiner Leistungen auf dem Gebiet der Geologie wurde er 1878 zum korrespondierenden Mitglied der Geologischen Reichsanstalt in Wien (heute Geologische Bundesanstalt) und 1884 zum ordentlichen Mitglied der ungarischen geologischen Gesellschaft ernannt.
Als Oberst Favier Sicherheitssprengstoffe entwickelte, interessierte dies Ascher so sehr, dass er nach Frankreich, Belgien und England reiste, um eingehendste Studien über diesen neuen Sprengstoff zu machen. Es gelang Direktor Ascher, die französisch-belgischen Favier-Gesellschaft, für seine Pläne zu gewinnen. Er wurde schließlich zu ihrem Generaldirektor ernannt. 
Nach hartem Kampf wurde mit der Aktiengesellschaft Dynamit-Nobel ein Übereinkommen getroffen, wonach der Sicherheitssprengstoff durch Nobel hergestellt wurde. 1894 ging die französisch-belgische Gesellschaft in Liquidation.
1894 gründete Ascher die Montan-Zeitung in Graz, die er bis zu seinem Tod im Dezember 1929 als Chefredakteur und Eigentümer leitete. Ab 1930 wurde die Montan-Zeitung mit der Montanistischen Rundschau vereinigt.
1899 übernahm er als Werksdirektor und Betriebsleiter die Leitung der Bella-Möttniger Kohlengewerkschaft in Krain, die er bis 1905 innehatte.
Während des Ersten Weltkrieges übernahm Generaldirektor Ascher die Aufschließung des alten Schwefelkiesbergbaues in Großstübing für die Leykam-Josefstahl-AG und erzielte hiermit derartige Erfolge, dass der Betrieb der Papierfabriken durch den eigenen Schwefelkies (Pyrit) aufrechterhalten werden konnte. 
Die Gründung der Ennstaler Kohlengewerkschaft, die während des Krieges große Dienste leistete, sowie die Gründung der Steiermärkischen Nickel-, Kupfer-, Zink-, Silber- und Blei-Gewerkschaft, bei Schladming sowie der Österreichischen Magnesitindustrie und Kohlengewerkschaft  Öblarn sind sein Werk.
In den letzten Jahren seines Lebens befasste sich Franz H. Ascher intensiv mit der Aufschließung des Magnesitbergbaues der Österreichischen Magnesitindustrie- und Kohlengewerkschaft und zwar Magnesitlagerstätten in Sankt Martin am Grimming an der Enns sowie mit großzügigen Finanzierungsplänen und den diesbezüglichen Vorarbeiten hinsichtlich der Schaffung einer auf diesen Magnesitlagerstätten beruhenden großen und modernen Magnesitindustrie. 
Ascher erkannte mit großem Weitblick die Bedeutung dieser Industrie als eine Exportindustrie für Österreich und erforschte und erkannte diese mächtigen und außerordentlich günstig gelegene Lagerstätten, welche geeignet sind für eine solche Industrie die gediegenste Grundlage zu bilden.
Seinen diesbezüglichen Bemühungen blieb der Erfolg nicht versagt und wird in Kürze ein großes wichtiges Unternehmen daraus entstehen.
Im Jahr 1912 wurde der Braunkohlenbergbau Pichl mit dem Barbara-Grubenfeld von Ascher aus dem Schladminger Braunkohlenbau ausgegliedert und im Jahr 1921 in die neu gegründete Österreichische Magnesit-Industrie und Kohlengewerkschaft eingebracht.
Franz H. Ascher erfreute sich wegen seiner Selbstlosigkeit und seltenen Gewissenhaftigkeit und wegen vielseitiger und umfassender Erfahrungen und Kenntnisse auf montanistischem Gebiet allseits großer Beliebtheit und war in allen bergmännischen Kreisen sowie in seiner Heimatstadt Graz eine bekannte, geachtete Persönlichkeit.
Ascher wurde in der Familiengruft am Grazer Zentralfriedhof in den Arkaden beigesetzt. Die Grabstätte der Familie Ascher gleicht einem Bergstollenmund mit verschlossenem Stollentor, vor der in Lebensgröße die Skulptur des toten Franz Ascher in Bergmannsuniform vor dem Tor Wache steht. Ein wunderschönes Jugendstilgrab, das der Bildhauer Hans Brandstetter entwarf.